# Goal seeking
 (novembre 2016).
 (septembre 2018).
 (mai 2019).
Si vous disposez d'ouvrages ou d'articles de référence ou si vous connaissez des sites web de qualité traitant du thème abordé ici, merci de compléter l'article en donnant les références utiles à sa vérifiabilité et en les liant à la section « Notes et références ».
Goal seeking (recherche de but) désigne un ensemble méthodologies scientifiques visant à déterminer conditions permettant d'obtenir un état final prédéterminé. Cette notion, également dénommée what-if analysis ou back solving, a été établie à partir des années 1950 dans les domaines de la psychologie et de l'informatique.[réf. nécessaire][pas clair]

## Informatique
En Informatique cette notion est à l'origine de nombreux algorithmes parmi lesquels différentes technique d'optimisation, tel que l'optimisation linéaire, le maximum de vraisemblance, les algorithmes génétique. Cette notion se retrouve également en intelligence artificielle dans l'apprentissage de réseau de neurones. 
D'une manière plus pratique, la plupart des tableurs modernes possèdent une fonctionnalité d'optimisation nommée goal-seeking.